# Dreptul de a visa
Dreptul de a visa este al doilea material discografic și primul LP al formației Progresiv TM din Timișoara, apărut la Electrecord la începutul anului 1976. Cu puțin timp înainte, alte două piese semnate Progresiv TM – „Crede-mă” și „Acest pămînt” – au fost editate pe LP-ul colectiv Formații de muzică pop 1.

## Lista pieselor
1. Omul e valul (Ladislau Herdina / Ștefan Kovács) (6:08)
2. Nimeni nu e singur (Ladislau Herdina / Ștefan Kovács) (3:47)
3. Rușinea soarelui (Ladislau Herdina / Ștefan Kovács) (3:27)
4. Clepsidra (Ilie Stepan / Ștefan Kovács) (4:32)
5. Odată doar vei răsări (Ladislau Herdina / Ștefan Kovács, Alin Băltenoiu) (3:28)
6. Va cădea o stea (Ladislau Herdina / Ștefan Kovács) (4:22)
7. Dreptul de a visa / Poetul devenirii noastre (Ladislau Herdina / Ștefan Kovács) (10:50)

## Componența formației
- Harry Coradini – vocal
- Ladislau Herdina – chitară, voce
- Ilie Stepan – chitară bas
- Hely Moszbrucker – baterie, percuție
- Mihai Farcaș – baterie, pian, percuție
- Gheorghe Torz – flaut

Grafica LP-ului aparține lui Valeriu Sepi (Phoenix). Textul de prezentare de pe coperta verso a fost scris de Octavian Ursulescu. Varianta editată pe suport vinil a fost însoțită și de o versiune pe casetă audio, ce conține trei piese suplimentare: „Prometeu”, „Inimă de piatră”, „Veniți cu noi”. Mult mai târziu, albumul a fost reeditat pe compact disc în trei ediții diferite, toate neoficiale: 2002 (în Germania, la casa de discuri Rock in Beat Records), 2007 (în SUA, la Global Records) și 2014 (la Granadilla Music, cu o variantă și pe disc de vinil).